# EC Bahia
Der Esporte Clube Bahia ist ein Fußballverein aus Salvador, der Hauptstadt des nordostbrasilianischen Bundesstaates Bahia. Der 1931 gegründete Verein ist nicht nur der erfolgreichste seines Heimatstaates, sondern ist auch der erste Gewinner eines offiziellen nationalen Fußballwettbewerbes, der Taça Brasil von 1959, die 2010 offiziell einer Landesmeisterschaft gleichgestellt wurde. 1988 folgte der Gewinn des Campeonato Brasileiro de Futebol, womit Bahia zweifacher brasilianischer Meister ist.
Im Mai 2023 übernahm die in Abu Dhabi beheimatete City Football Group für 90 Jahre 90 % der Anteile des Vereins, respektive der SAF (Sociedade Anônima de Futebol), der Aktiengesellschaft des Vereins. CFG investierte hier etwa 1 Milliarde Reis, etwa 180 Millionen Euro. CFG war bislang durch ihre Eigentümerschaft des englischen Manchester City bekannt.

## Vereinsgeschichte
Der Verein ging 1930 aus einer Gründung vormaliger Mitglieder von Associação Atlética da Bahia und Clube Bahiano de Tênis hervor, da diese Clubs den Fußballbetrieb einstellten. Im Februar 1931 schloss sich der EC Bahia der Liga Bahiana de Desportos Terrestres, der Vorgängerorganisation des heutigen Staatsfußballverband Federação Bahiana de Futebol an. Noch im Oktober desselben Jahres gewann der Verein seine erste Staatsmeisterschaft.
Im Oktober 1939 erzielten die Tricolor ihren bislang höchsten Sieg im Lokalderby, als sie den EC Vitória mit 10:1 bezwangen. 1948 kann der EC Bahia bereits seine 10. Staatsmeisterschaft feiern.
1959 wird in Brasilien der erste nationale Wettbewerb, ein Pokalturnier namens Taça do Brasil, abgehalten um die Teilnehmer an der ersten Ausspielung der Copa Libertadores zu ermitteln. Der EC Bahia schuf eine Sensation, als er den dominanten Club jener Epoche, den FC Santos um den legendären Pelé nach Ergebnissen von 3:2 und 0:2 im Entscheidungsspiel mit 3:1 niederrang. In den folgenden Jahren ab 1961 sollte Santos den Pokal fünfmal hintereinander gewinnen, dabei war Bahia zwei weitere Male der Gegner im Finale. Doch sowohl 1961, mit Ergebnissen von 1:1 und 1:5, als auch 1963, nach 0:2 und 0:6, erwies sich die Mannschaft aus Salvador chancenlos gegen die Mannschaft aus der Hafenstadt im Südosten Brasiliens.
Der EC Bahia konnte sich in den Staatsmeisterschaften relativ schadlos halten. 1962 gelang der 20. Erfolg und 1974 folgte der 25 Triumph um die Trophäe des bahianischen Fußballverbandes. Zwischen 1973 und 1979 gelangen sogar sieben Siege in Folge. In den 1970er Jahren blieb Bahia nur den Titel von 1972 versagt, als die Finales gegen den Lokalrivalen EC Vitória mit 1:2 und 1:3 verloren gingen.
Auch in den 1980ern dominierte Bahia die Staatsmeisterschaft und gewann 7 Titel. Der große Triumph war jedoch die Meisterschaft von Brasilien 1988. Zu Hause gewann Bahia dabei das Finalhinspiel vor 90.000 Zuschauern mit 2:1 gegen den Internacional Porto Alegre aus Porto Alegre am südlichen Ende Brasiliens. Im Rückspiel konnten die Tricolor ein 1:1 halten und sicherten sich somit den Titel.
2014 stieg der Verein in die Série B ab. 2016 schaffte Bahia als Tabellendritter der Série B wieder den Aufstieg in die oberste Spielklasse und konnte sie seit dem halten. 2018 und 2019 gelangen dem Klub auch wieder Titelgewinne in der Staatsmeisterschaft. In der Série A 2021 belegte der Klub am letzten Spieltag den 18. Platz und musste wieder in die Série B absteigen. Nach Abschluss der Série B 2022 belegte Bahia den dritten Platz und schaffte den direkten Wiederaufstieg.
Im Mai 2023 wurde die Übernahme des Klubs durch die City Football Group bekannt.

## Stadion
Über mehr als ein halbes Jahrhundert hinweg trug der EC Bahia seine Heimspiele im offiziell als Estádio Octávio Mangabeira bekannten, 1951 erbauten Estádio Fonte Nova aus, welches bis zu 110.000 Zuschauern Platz bot. Es war eines jener klassischen, weiten, fast runden Stadien Brasiliens. Zuletzt zog es noch Ende 2007 oft bis zu 60.000 Menschen zu den Aufstiegsspielen zur Série B an. Am 25. November 2007, im entscheidenden Spiel gegen den Vila Nova FC, kam es jedoch zu einem Teileinsturz des Stadions, der sieben Menschen das Leben kostete. Daraufhin wurde umgehend der Abriss des baufälligen Stadions angeordnet.
Die zwischenzeitliche Heimat des EC Bahia war das Estádio de Pituaçu in Salvador mit einem Fassungsvermögen von 32.000 Zuschauern.
Für die Fußball-Weltmeisterschaft 2014 wurde am Ort des alten Estádio Fonte Nova die 51.900 Zuschauer fassende Arena Fonte Nova errichtet. Nachdem die Arena im Rahmen des FIFA-Konföderationen-Pokal 2013 eröffnet wurde, ist sie Austragungsort der Heimspiele des EC Bahia.

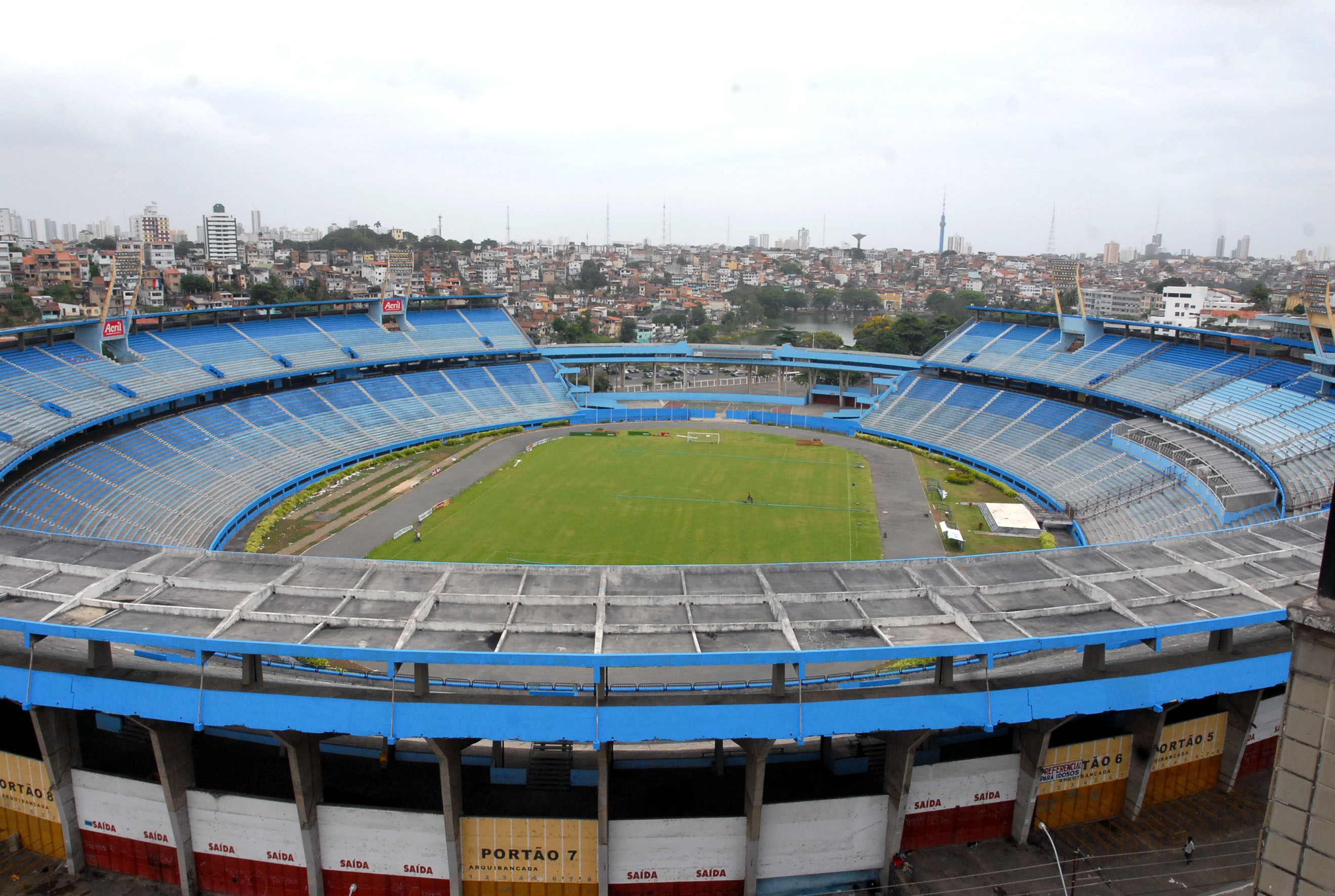
Das Estádio Fonte Nova im Januar 2006
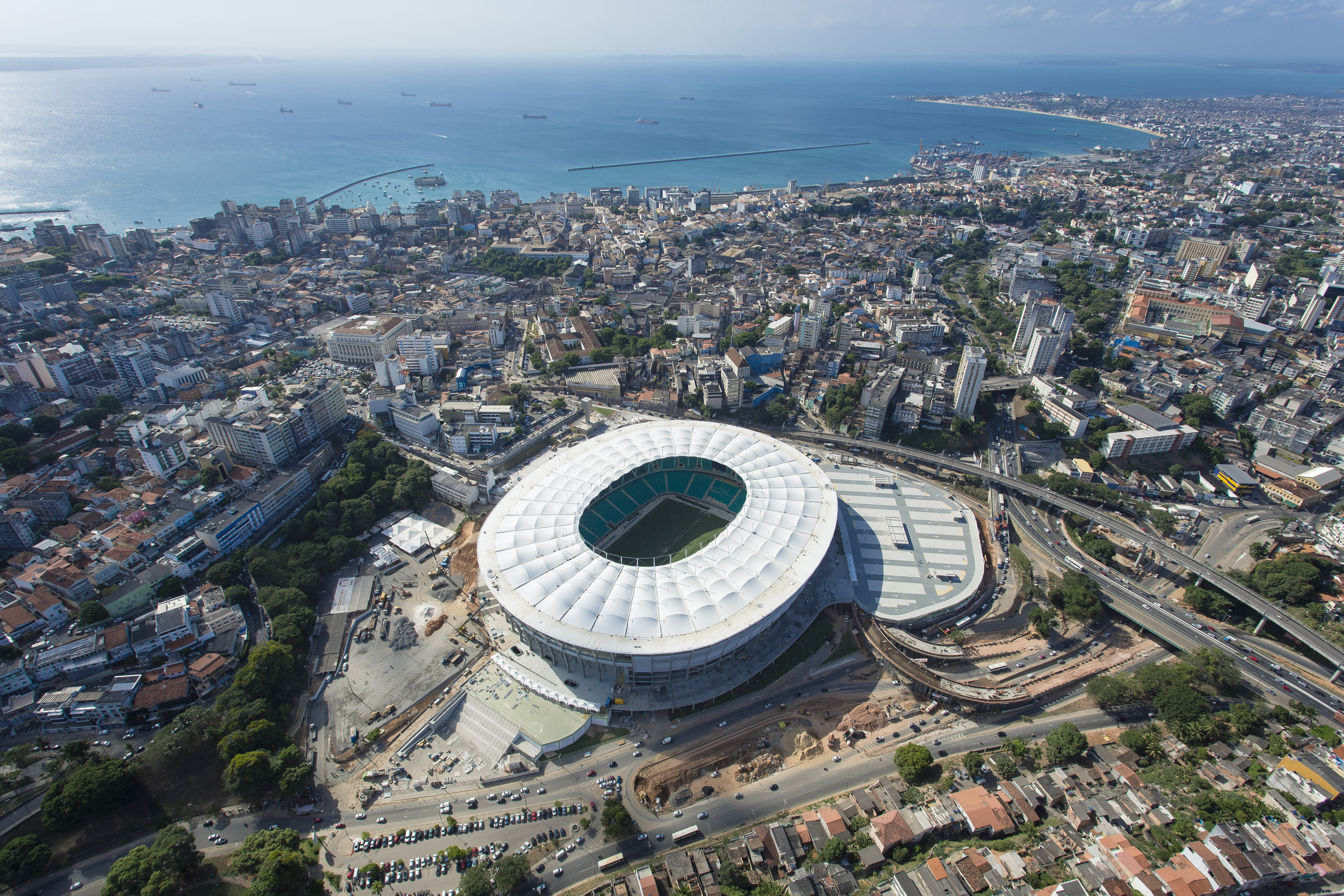
Die Arena Fonte Nova im März 2013

## Erfolge
- Meisterschaft von Brasilien (2): 1959, 1988
  - Taça Brasil (1): 1959
  - Série A (1): 1988
- Copa do Nordeste (4): 2001, 2002, 2017, 2021
- Torneio dos Campeões do Nordeste: 1948
- Staatsmeisterschaft von Bahia (51×): 1931, 1933–1934, 1936, 1938, 1940, 1944–1945, 1947–1950, 1952, 1954, 1956, 1958–1962, 1967, 1970–1971, 1973–1979, 1981–1984, 1986–1988, 1991, 1993–1994, 1998–1999, 2001, 2012, 2014–2015, 2018–2020, 2023, 2025
- Taça Estado da Bahia: 2000, 2002, 2007

Frauenfußball:
| Meisterschaft der Série A2    | (1×): | 2024                                           |
| Staatsmeisterschaft von Bahia | (8×): | 1989, 1990, 1991, 2019, 2021, 2022, 2023, 2024 |

## Bekannte Spieler
| Léo Briglia, Torschützenkönig Taça Basil 1959 Dani Alves Juvenal Amarijo Charles Fabian Bobô Dadá Maravilha Fabão Serginho Robert Uéslei | Carlito Douglas Cícero José Sanfilippo (ARG) Sérgio Alves de Lima Nonato Sorato Paulo Sérgio Caio Éverton Ribeiro |  |

## Trainer
Auswahl:
 Carlos Volante (1959)
 Geninho (1959), Taça Brasil 1959,
 Manuel Fleitas Solich (1970–1971) Staatsmeisterschaft von Bahia 1971,
 Evaristo de Macedo (1970–1971, 1988–1989, 1998, 2001, 2003)
 Orlando Fantoni (1976–1977, 1986–1987)
 Joel Santana (1994, 1999), Staatsmeisterschaft von Bahia 1994, 1999,
 Eugênio Machado Souto (1997)
 Edinho Nazareth Filho (2003)
 Zetti (2005)
 Artur dos Santos Lima (2006–2008)
 Paulo César Carpegiani (2017)